# K-145 Volgograd
Il K-145 Volgograd è un SSGN russo, tredicesimo esemplare costruito della classe Oscar II. Lo scafo fu impostato presso il cantiere navale Sevmash, a Severodvinsk, il 2 settembre 1993. Il 7 febbraio 1995 ricevette il nome Volgograd, come la città omonima sul fiume Volga. La costruzione fu sospesa il 22 gennaio 1998. Le attuali condizioni dello scafo non sono note.